# Нака (Токусіма)

На́ка (яп. 那賀町, なかちょう, МФА: [naka t͡ɕoː]?) — містечко в Японії, в повіті Нака префектури Токусіма.  Отримало статус містечка 2005 року. Площа становить 694,86 км². Станом на 1 серпня 2012 року населення складало 8916  осіб, густота населення — 12,8 осіб/км².   